# Parafia św. Anny i św. Joachima w Gogolinie-Karłubcu
Parafia św. Anny i św. Joachima w Gogolinie-Karłubcu – parafia rzymskokatolicka należąca do dekanatu Kamień Śląski diecezji opolskiej. Erygowana w 1988 z parafii w Krapkowicach-Otmęcie. Kościół parafialny zbudowany w stylu nowoczesnym w 1985–1987. Mieści się przy ulicy Kasztanowej.